# Timur Safin
Timur Marselevich Safin –en ruso, Тимур Марселевич Сафин– (Taskent, Uzbekistán, 4 de agosto de 1992) es un deportista ruso que compite en esgrima de origen tártaro, especialista en la modalidad de florete.
Participó en dos Juegos Olímpicos de Verano, obteniendo tres medallas: dos en Río de Janeiro 2016, oro en el torneo por equipos (junto con Artur Ajmatjuzin y Alexei Cheremisinov) y bronce en la prueba individual, y una de plata en Tokio 2020, por equipos (con Kiril Borodachov, Anton Borodachov y Vladislav Mylnikov). En los Juegos Europeos de Bakú 2015 obtuvo una medalla de bronce en la prueba por equipos.
Ganó dos medallas de bronce en el Campeonato Mundial de Esgrima, en los años 2014 y 2018, y seis medallas en el Campeonato Europeo de Esgrima entre los años 2014 y 2018.

## Palmarés internacional
| Juegos Olímpicos   | Juegos Olímpicos        | Juegos Olímpicos  | Juegos Olímpicos    |
| Año                | Lugar                   | Medalla           | Prueba              |
| ------------------ | ----------------------- | ----------------- | ------------------- |
| 2016               | Río de Janeiro (Brasil) | Medalla de oro    | Florete por equipos |
| 2016               | Río de Janeiro (Brasil) | Medalla de bronce | Florete individual  |
| 2020               | Tokio (Japón)           | Medalla de plata  | Flortet por equipos |
| Campeonato Mundial |                         |                   |                     |
| Año                | Lugar                   | Medalla           | Prueba              |
| 2014               | Kazán (Rusia)           | Medalla de bronce | Florete individual  |
| 2018               | Wuxi (China)            | Medalla de bronce | Florete por equipos |
| Juegos Europeos    |                         |                   |                     |
| Año                | Lugar                   | Medalla           | Prueba              |
| 2015               | Bakú (Azerbaiyán)       | Medalla de bronce | Florete por equipos |
| Campeonato Europeo |                         |                   |                     |
| Año                | Lugar                   | Medalla           | Prueba              |
| 2014               | Estrasburgo (Francia)   | Medalla de bronce | Florete por equipos |
| 2016               | Toruń (Polonia)         | Medalla de oro    | Florete individual  |
| 2016               | Toruń (Polonia)         | Medalla de oro    | Florete por equipos |
| 2017               | Tiflis (Georgia)        | Medalla de plata  | Florete individual  |
| 2017               | Tiflis (Georgia)        | Medalla de plata  | Florete por equipos |
| 2018               | Novi Sad (Serbia)       | Medalla de oro    | Florete por equipos |